# Scutigera voeltzkowi
Scutigera voeltzkowi är en mångfotingart som beskrevs av de Saussure et Zehntner 1902. Scutigera voeltzkowi ingår i släktet Scutigera och familjen spindelfotingar.
Artens utbredningsområde är Tanzania. Inga underarter finns listade i Catalogue of Life.